# ویننرش
ویننرش (به انگلیسی: Winnersh) یک روستا و محله مدنی در بریتانیا است که در Wokingham واقع شده‌است.